# 成瀬一興
成瀬 一興（なるせ いっこう、1月12日 - ）は日本の男性声優、ナレーター。東京都出身。81プロデュース所属。

## 人物
趣味・特技は読み聞かせ、戯作、ボードゲーム、集合写真の仕切り。

## 出演

### 吹き替え

#### 映画
- アルマゲドン2016（ロジャース船長）

#### ドラマ
- Dr.HOUSE シーズン7

### ナレーション
- 小原乃梨子プロデュース 郎読CD「伝えたいこころの童話」シリーズ
- 元気ジャパンTV シリーズ
- 城北信用金庫「NACORD」商品PR
- DUARIGシューズ店頭PR映像
- FUTURE DIVER シリーズ
- ベネッセ「お話し会広場1、2、3」
- Yahoo! JAPANアプリ「防災速報」
- Yahoo! JAPANサービス各種「営業用説明動画」

### 舞台
- 億万ドルの夜景
- サンゴ礁に消えっちまえ